# Васил Стоилов
 Тази статия е за художника.  За инженера вижте Васил Стоилов (учен).  
Васил Стоилов Антонов е български художник. Платната му са разнообразни, от всички жанрове на живописта: битова живопис, интериор, натюрморт, пейзаж, портрет. Предпочитана от него техника е акварела, а платната му се отличават с точност на рисунъка, лекота на колорита и любов към детайла.

## Биография
Васил Стоилов е роден на 29 февруари 1904 г. в София, където завършва Първа мъжка гимназия и продължава образованието си в Художествената академия, специалност живопис в класа на проф. Цено Тодоров.
Още с дипломирането си през 1927 г. получава признанието на художествената критика и през следващата година, при първото си участие в обща художествена изложба, печели право на специализация за Франция. В периода 1928 – 1932 г. пребивава в Париж, където рисува множество портрети и взема участие в престижни изложби: Есенния салон на Гранд Пале, галерия „Фигаро“, в галерията „Анри Манюел“ на Монмартр. През 1932 г. е поканен да участва с платна на общата изложба на Дружеството на френските художници. През лятото на същата година се завръща в България и на следващата – организира първата си самостоятелна изложба в София.
През 1934 г. се запознава с Ганка Найденова – племенница и изследователка на творчеството на Пейо Яворов, с която десет години по-късно сключва брак.
От 1958 г. е професор по изобразително изкуство.
Умира в София на 13 февруари 1990 година.

## Творчество
Сред известните му творби са „Гостенка“ (1927 г., заради която печели специализацията във Франция), „Мома от с. Герман“ (1937), „Жътва“ (1942), но най-емблематична е серията му „Български мадони“.
Стоилов прави десетки самостоятелни изложби и участва в многобройни национални и чуждестранни общи експозиции. Негови картини са притежание на галерии и частни колекционери по цял свят.
Последната му изложба в България е през 1989 година в галерията на СБХ; през същата година излага и в Токио, където впоследствие се открива и зала с постоянна експозиция на негови творби.

## Признание и награди
Носител е на множество награди и отличия, сред които орден „Народна република България“ (1978 г.) и званието Народен художник (1983 г.).

## За него
- Ганка Найденова-Стоилова. В часа на синята мъгла. София: Наука и изкуство, 1992. ISBN 954-02-0060-1
- Стоилов, Васил. Историята на моя живот. Историята на моя баща. / Явора Стоилова. София: Лит. форум, 1995. ISBN 954-8121-61-1
- Проф. Васил Стоилов: Изтъкнат художник и педагог. Велико Търново: УИ "Св. св. Кирил и Методий", 2001, 132 с.
- Васил Стоилов 1904 – 1990: 100 г. от рождението на художника / Състав. Ружа Маринска; Фотогр. Борислав Чернев. София: НБУ, 2004. ISBN 954-535-318-X
- Мирослав Дачев. Диалози с Майстора. Размисли върху градежите на Васил Стоилов. София: Ложа Звездата на София, 2006, 208 с.